# Дуплехово
Дуплехово — деревня в Антроповском муниципальном районе Костромской области. Входит в состав Котельниковского сельского поселения

## География
Находится в центральной части Костромской области на расстоянии приблизительно 30 км на юг по прямой от посёлка Антропово, административного центра района на левом берегу реки Шача.

## История
В XIX — начале XX века деревня входила в состав Макарьевского уезда Костромской губернии. В 1872 году здесь было учтено 10 дворов, в 1907 году —12.

## Население
Постоянное население составляло 62 человека (1872 год), 73 (1897), 92 (1907), 3 в 2002 году (русские 67 %, украинцы 33 %), 2 в 2022.